# Pek
Pek (serb. Пек) – rzeka we wschodniej Serbii, prawy dopływ Dunaju. Długość – 129 km, powierzchnia zlewni – 1230 km², średni przepływ – 8,5 m³/s u ujścia.
Pek powstaje z połączenia dwóch niewielkich rzek: Małego Peku, wypływającego z północnych stoków gór Liškovac i Wielkiego Peku (także "Lipa"), spływającego z zachodnich stoków gór Veliki Krš (oba te pasma górskie znajdują się w Górach Wschodnioserbskich). Rzeki łączą się na zachód od pasma Homolje. Pek płynie przez góry na północny zachód, zataczając szerokie łuki i zbierając drobne dopływy. Wody Peku są wykorzystywane w pobliskich kopalniach, do czego utworzono zbiornik "Veliki Zaton". Rzeka jest bardzo zanieczyszczona. W środkowym biegu Pek płynie przez kilka wąwozów (Kučevska klisura – Кучевска клисура, Kaonska klisura – Каонска клисура). W dolnym biegu dolina Peku się poszerza. Na końcowym odcinku Pek dzieli się na kilka ramion. Uchodzi do Dunaju koło wsi Veliko Gradište.
Podczas wysokich stanów wód na Dunaju w ujściu Peku zdarzają się cofki wody w górę tej rzeki. Pek, przecinający góry bogate w kruszce, niesie niewielkie ilości złota, od których bywa nazywany "Złotym Pekiem" (Zlatni Pek – Златни Пек).